# Florida (lớp thiết giáp hạm)
Lớp thiết giáp hạm Florida của Hải quân Hoa Kỳ bao gồm hai chiếc: Florida và Utah. Lần lượt được hạ thủy vào các năm 1910 và 1909 tương ứng và được đưa ra hoạt động vào năm 1911, chúng hơi lớn hơn so với lớp Delaware dẫn trước nhưng rất tương đồng ở các mặt khác. Đây là lớp thiết giáp hạm Hoa Kỳ đầu tiên được trang bị toàn bộ với turbine hơi nước, vì trên lớp Delaware dẫn trước, chỉ có một chiếc được trang bị turbine hơi nước nhằm mục đích thử nghiệm.
Cả hai chiếc đều đã tham gia trận Veracruz thứ hai, cho đổ bộ phân đội thủy quân lục chiến của chúng lên bờ như một phần của chiến dịch. Sau khi Hoa Kỳ tham gia Chiến tranh Thế giới thứ nhất vào năm 1917, cả hai đều đã được phái sang Châu Âu. Florida được bố trí vào thành phần Hạm đội Grand Anh Quốc và đặt căn cứ tại Scapa Flow; vào tháng 12 năm 1918 nó đã hộ tống Tổng thống Woodrow Wilson đến Pháp đàm phán hòa bình. Utah được giao vai trò hộ tống các đoàn tàu vận tải; nó đặt căn cứ tại Ireland với nhiệm vụ bảo vệ các tàu vận tải khi chúng tiếp cận lục địa Châu Âu.
Cả hai đều đã được giữ lại sau Hiệp ước Hải quân Washington năm 1922 và được hiện đại hóa đáng kể, bao gồm việc trang bị bầu chống ngư lôi và nồi hơi đốt dầu cùng nhiều cải tiến khác. Tuy nhiên chúng đã bị giải giới theo những điều khoản của Hiệp ước Hải quân London năm 1930. Florida bị tháo dỡ, còn Utah phải tháo dỡ vũ khí và cải biến thành tàu mục tiêu điều khiển bằng vô tuyến. Nó tiếp tục phục vụ trong vai trò sau này cho đến khi bị Hải quân Nhật Bản đánh chìm trong vụ tấn công Trân Châu Cảng ngày 7 tháng 12 năm 1941. Lườn tàu của nó đã không được trục vớt lên, và nó tiếp tục nằm dưới đáy cảng như một đài tưởng niệm chiến tranh.

## Thiết kế
Florida là lớp thứ ba trong số 11 lớp tàu chiến chủ lực được Hải quân Hoa Kỳ chế tạo từ năm 1906 đến năm 1919, với tổng cộng 29 thiết giáp hạm và 6 tàu chiến-tuần dương. Thực tế toàn bộ hàng chiến trận Hoa Kỳ đều được thiết kế từ kinh nghiệm thời kỳ tiền-dreadnought cùng sự quan sát các thiết kế nước ngoài; vì chưa có chiếc dreadnought Hoa Kỳ nào được đưa ra hoạt động vào lúc Florida được thiết kế, tất cả đều đang trong một giai đoạn chế tạo hay thiết kế nào đó. Thiết kế tàu chiến chủ lực của Hoa Kỳ còn bị ảnh hưởng lớn từ những cuộc tập trận giả do Trường Chiến tranh Hải quân của Hải quân Mỹ tiến hành. Đại tá Hải quân William Sims đã đi tiên phong trong một hoạt động đề xuất những thiết kế tàu chiến cho Ủy ban Tướng lĩnh.
Những con tàu này là một sự cải tiến so với lớp Delaware dẫn trước, có phòng động cơ được mở rộng để trang bị bốn turbine hơi nước Curtis hay Parsons và một dàn pháo hạng hai được bố trí lại. Các con tàu trang bị kiểu pháo 5 in (130 mm)/51 caliber như là pháo hạng hai trong các tháp pháo ụ. Lớp này giữ lại thiết kế tháp chỉ huy lớn và được bọc kín toàn bộ vốn áp dụng cho lớp Delaware dẫn trước, như là kết quả những nghiên cứu của Hoa Kỳ sau trận Tsushima năm 1905. Thiết kế này giảm thiểu nguy cơ rủi ro đối với chỉ huy và ban tham mưu con tàu. Nhìn chung, các con tàu được bảo vệ tốt hơn so với những tàu chiến Anh tương ứng cùng thời, cho dù chúng được cải biến rộng rãi trong những năm giữa hai cuộc thế chiến.

### Các đặc tính chung
Những chiếc trong lớp Florida có chiều dài 510 ft (160 m) ở mực nước và chiều dài chung là 521 ft 8 in (159,00 m); chúng có mạn thuyền rộng 88 ft 3 in (26.900 mm) và độ sâu của mớn nước là 28 ft 3 in (8,61 m). Các con tàu có trọng lượng choán nước tiêu chuẩn là 21.825 tấn Anh (22.175 t) và lên đến 23.033 tấn Anh (23.403 t) khi đầy tải, tăng thêm khoảng 1.500 tấn Mỹ (1.400 t) so với lớp Delaware dẫn trước. Các con tàu còn được sắp xếp lại cấu trúc thượng tầng, bao gồm các cột buồm dạng lồng và ống khói. Những chiếc trong lớp Florida có thủy thủ đoàn bao gồm 1.001 sĩ quan và thủy thủ.
Phòng động cơ trên các con tàu được kéo dài để chứa các turbine hơi nước Parsons lớn hơn, vốn có nghĩa là phòng nồi hơi phía sau phải bị loại bỏ. Các phòng nồi hơi còn lại được mở rộng thêm 4 foot (1,2 m); để làm được việc này mà vẫn duy trì việc bảo vệ dưới nước bởi các khoang chứa than, con tàu được làm rộng hơn 3 foot (0,91 m) so với Delaware. Khoảng các giữa các ống khói vì vậy gần hơn so với Delaware; đồng thời mạn tàu rộng hơn cũng giúp gia tăng chiều cao khuynh tâm, một đặc tính vốn là khiếm khuyết của Delaware. Những cải tiến này cho phép những chiếc Florida mang các khẩu pháo cỡ nòng hạng trung lớn hơn mà không làm nặng đầu bên trên.
Florida được trang bị thử nghiệm một cầu tàu lớn hơn tiêu chuẩn vào lúc đó, để có thể chứa được cả nhân sự chỉ huy lẫn kiểm soát hỏa lực dưới sự bảo vệ của vỏ giáp, trong khi Utah có một tháp kiểm soát hỏa lực được bọc giáp nặng đặt bên trên một cầu tàu tiêu chuẩn. Cách bố trí của Florida tỏ ra rất thành công, đến mức khi một tháp kiểm soát hỏa lực bọc giáp lớn hơn và một cầu tàu tiêu chuẩn được đề xuất cho lớp Nevada, đề nghị này bị loại bỏ để áp dụng một cầu tàu rộng rãi như kiểu của Florida.
Cả hai con tàu đều được hiện đại hóa vào những năm 1925-1927. Những cải tiến bao gồm việc bổ sung bầu chống ngư lôi, vốn được thiết kế để tăng cường chịu đựng những hư hại dưới nước; điều này đã làm gia tăng chiều rộng mạn tàu lên đến 106 ft (32 m). Cột ăn-ten dạng dưới phía sau được tháo bỏ, thay thế bằng cột ăn-ten dạng trụ; và một máy phóng để phóng máy bay được bố trí trên tháp pháo trung tâm.

### Động lực
Những chiếc lớp Florida được dẫn động bằng bốn turbine hơi nước Parsons, và hơi nước được cung cấp bởi 12 nồi hơi Babcock & Wilcox đốt than. Hệ thống động lực này cung cấp công suất tổng cộng 44.000 shp (33.000 kW), cho phép các con tàu đạt tốc độ thiết kế 20,75 kn (38,43 km/h). Khi chạy thử máy, Florida đạt được tốc độ 22,08 kn (40,89 km/h) ở công suất 40.511 shp (30.209 kW); cho dù turbine của Utah chỉ đạt công suất 37.028 shp (27.612 kW), nó cũng cho phép con tàu đạt được tốc độ 21,04 kn (38,97 km/h). Tuy nhiên, cách bố trí phòng nồi hơi và động cơ của chúng vẫn giữ nguyên như lớp Delaware dẫn trước, khi phòng động cơ đặt giữa các tháp pháo chính phía sau và các ống dẫn hơi nước chạy bên dưới tháp pháo bắn thượng tầng phía sau. Các con tàu có tầm xa hoạt động 6.720 nmi (12.450 km) khi di chuyển ở tốc độ đường trường 10 kn (19 km/h).
Trong đợt tái cấu trúc vào những năm 1920, những nồi hơi đốt than của lớp Florida được thay thế bằng bốn nồi hơi White-Forster đốt dầu. Số lượng nồi hơi giảm bớt cho phép hai ống khói của chúng được nhập chung thành một ống khói lớn.

### Vũ khí

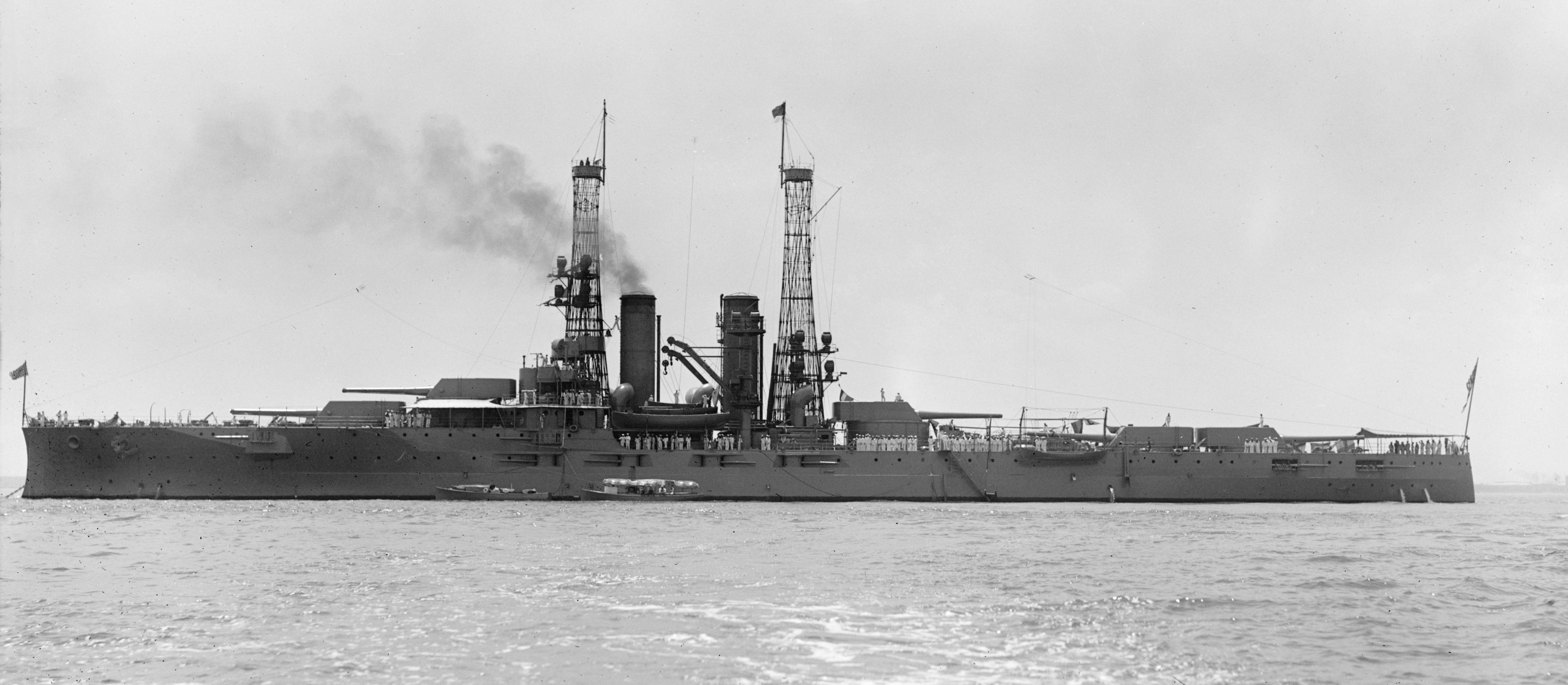
Nhìn ngang bên mạn trái của lớp Florida, các khẩu pháo chính được bố trí hệt như trên lớp Delaware